# Gran Premio motociclistico di Francia 2001
Il Gran Premio motociclistico di Francia 2001 corso il 20 maggio, è stato il quarto Gran Premio della stagione 2001 del motomondiale e ha visto vincere la Yamaha di Max Biaggi nella classe 500, Daijirō Katō nella classe 250 e Manuel Poggiali nella classe 125.
Con questa affermazione nella ottavo di litro, Poggiali conquista la sua prima vittoria in una gara del motomondiale e, contemporaneamente, la prima vittoria per un pilota sammarinese.

## Classe 500

### Arrivati al traguardo
| Pos | Nº | Pilota                   | Squadra                    | Motocicletta | Giri | Tempo     | Griglia | Punti |
| --- | -- | ------------------------ | -------------------------- | ------------ | ---- | --------- | ------- | ----- |
| 1   | 3  | Max Biaggi               | Marlboro Yamaha            | Yamaha       | 28   | 46:59.346 | 1       | 25    |
| 2   | 7  | Carlos Checa             | Marlboro Yamaha            | Yamaha       | 28   | +3.266    | 5       | 20    |
| 3   | 46 | Valentino Rossi          | Nastro Azzurro Honda       | Honda        | 28   | +4.830    | 3       | 16    |
| 4   | 6  | Norick Abe               | Antena 3 Yamaha-d'Antin    | Yamaha       | 28   | +14.561   | 7       | 13    |
| 5   | 28 | Àlex Crivillé            | Repsol YPF Honda           | Honda        | 28   | +14.977   | 9       | 11    |
| 6   | 1  | Kenny Roberts Jr         | Telefonica Movistar Suzuki | Suzuki       | 28   | +23.180   | 2       | 10    |
| 7   | 65 | Loris Capirossi          | West Honda Pons            | Honda        | 28   | +29.597   | 8       | 9     |
| 8   | 4  | Alex Barros              | West Honda Pons            | Honda        | 28   | +31.205   | 13      | 8     |
| 9   | 15 | Sete Gibernau            | Telefonica Movistar Suzuki | Suzuki       | 28   | +32.499   | 14      | 7     |
| 10  | 17 | Jurgen van den Goorbergh | Proton TEAM KR             | Proton KR    | 28   | +33.019   | 11      | 6     |
| 11  | 56 | Shin'ya Nakano           | Gauloises Yamaha Tech 3    | Yamaha       | 28   | +36.476   | 4       | 5     |
| 12  | 8  | Chris Walker             | Shell Advance Honda        | Honda        | 28   | +1:15.798 | 16      | 3     |
| 13  | 10 | José Luis Cardoso        | Antena 3 Yamaha-d'Antin    | Yamaha       | 28   | +1:19.446 | 15      | 3     |
| 14  | 21 | Barry Veneman            | Dee Cee Jeans Racing       | Honda        | 27   | +1 giro   | 21      | 2     |
| 15  | 32 | Jarno Janssen            | Arie Molenaar Racing       | Honda        | 27   | +1 giro   | 22      | 1     |

### Ritirati
| Nº | Pilota          | Squadra             | Motocicletta | Giri | Griglia |
| -- | --------------- | ------------------- | ------------ | ---- | ------- |
| 24 | Jason Vincent   | Pulse GP            | Pulse        | 16   | 17      |
| 68 | Mark Willis     | Pulse GP            | Pulse        | 15   | 20      |
| 11 | Tōru Ukawa      | Repsol YPF Honda    | Honda        | 10   | 12      |
| 41 | Noriyuki Haga   | Red Bull Yamaha WCM | Yamaha       | 10   | 6       |
| 16 | Johan Stigefelt | Sabre Sport         | Sabre V4     | 2    | 18      |

### Non partiti
| Nº | Pilota       | Squadra              | Motocicletta | Griglia |
| -- | ------------ | -------------------- | ------------ | ------- |
| 5  | Garry McCoy  | Red Bull Yamaha WCM  | Yamaha       | 10      |
| 9  | Leon Haslam  | Shell Advance Honda  | Honda        | 19      |
| 14 | Anthony West | Dee Cee Jeans Racing | Honda        | 23      |

### Non qualificato
| Nº | Pilota         | Squadra                 | Motocicletta |
| -- | -------------- | ----------------------- | ------------ |
| 19 | Olivier Jacque | Gauloises Yamaha Tech 3 | Yamaha       |

## Classe 250

### Arrivati al traguardo
| Pos | Nº | Pilota             | Squadra                     | Motocicletta | Giri | Tempo     | Griglia | Punti |
| --- | -- | ------------------ | --------------------------- | ------------ | ---- | --------- | ------- | ----- |
| 1   | 74 | Daijirō Katō       | Telefonica Movistar Honda   | Honda        | 26   | 44:29.546 | 1       | 25    |
| 2   | 31 | Tetsuya Harada     | MS Aprilia Racing           | Aprilia      | 26   | +0.204    | 2       | 20    |
| 3   | 5  | Marco Melandri     | MS Aprilia Racing           | Aprilia      | 26   | +13.599   | 3       | 16    |
| 4   | 7  | Emilio Alzamora    | Telefonica Movistar Honda   | Honda        | 26   | +16.813   | 5       | 13    |
| 5   | 10 | Fonsi Nieto        | Valencia Circuit Aspar      | Aprilia      | 26   | +18.429   | 4       | 11    |
| 6   | 15 | Roberto Locatelli  | MS Eros Ramazzotti Racing   | Aprilia      | 26   | +29.025   | 10      | 10    |
| 7   | 99 | Jeremy McWilliams  | Aprilia Grand Prix          | Aprilia      | 26   | +42.813   | 7       | 9     |
| 8   | 9  | Sebastián Porto    | Yamaha Kurz                 | Yamaha       | 26   | +44.429   | 9       | 8     |
| 9   | 44 | Roberto Rolfo      | Safilo Oxydo Race           | Aprilia      | 26   | +45.077   | 12      | 7     |
| 10  | 6  | Alex Debón         | Valencia Circuit Aspar      | Aprilia      | 26   | +45.351   | 11      | 6     |
| 11  | 66 | Alex Hofmann       | Dark Dog Racing Factory     | Aprilia      | 26   | +47.253   | 15      | 5     |
| 12  | 12 | Klaus Nöhles       | MS Aprilia Racing           | Aprilia      | 26   | +55.500   | 14      | 4     |
| 13  | 21 | Franco Battaini    | MS Eros Ramazzotti Racing   | Aprilia      | 26   | +56.474   | 13      | 3     |
| 14  | 50 | Sylvain Guintoli   | Equipe de France - Scrab GP | Aprilia      | 26   | +57.653   | 21      | 2     |
| 15  | 18 | Shahrol Yuzy       | Petronas Sprinta Yamaha TVK | Yamaha       | 26   | +1:04.735 | 18      | 1     |
| 16  | 42 | David Checa        | Team Fomma                  | Honda        | 26   | +1:19.767 | 17      |       |
| 17  | 37 | Luca Boscoscuro    | Campetella Racing           | Aprilia      | 26   | +1:31.159 | 20      |       |
| 18  | 22 | David de Gea       | Antena 3 Yamaha-d'Antin     | Yamaha       | 26   | +1:31.496 | 16      |       |
| 19  | 16 | David Tomás        | By Queroseno Racing         | Honda        | 26   | +1:37.808 | 31      |       |
| 20  | 11 | Riccardo Chiarello | Aprilia Grand Prix          | Aprilia      | 25   | +1 giro   | 25      |       |
| 21  | 54 | Hervé Mora         | Bentin Motorsport           | Honda        | 25   | +1 giro   | 27      |       |
| 22  | 45 | Stuart Edwards     | FCC-TSR                     | Honda        | 25   | +1 giro   | 29      |       |
| 23  | 52 | Guillaume Dietrich | Equipe de France            | Honda        | 25   | +1 giro   | 33      |       |
| 24  | 56 | David Fouloi       | Fouloi Racing               | Yamaha       | 25   | +1 giro   | 32      |       |
| 25  | 23 | Cesar Barros       | Yamaha Kurz                 | Yamaha       | 25   | +1 giro   | 26      |       |
| 26  | 53 | Tom Ouvrard        | Ouvrard Racing              | Yamaha       | 24   | +2 giri   | 34      |       |

### Ritirati
| Nº | Pilota          | Squadra                     | Motocicletta | Giri | Griglia |
| -- | --------------- | --------------------------- | ------------ | ---- | ------- |
| 20 | Jerónimo Vidal  | PR2 Metrored                | Aprilia      | 11   | 23      |
| 8  | Naoki Matsudo   | Petronas Sprinta Yamaha TVK | Yamaha       | 7    | 8       |
| 55 | Diego Giugovaz  | Edo Racing                  | Yamaha       | 3    | 24      |
| 81 | Randy de Puniet | Equipe de France - Scrab GP | Aprilia      | 2    | 6       |
| 57 | Lorenzo Lanzi   | Campetella Racing           | Aprilia      | 2    | 19      |
| 64 | Hugo Marchand   | Equipe de France            | Honda        | 1    | 28      |

### Non partiti
| Nº | Pilota          | Moto    | Griglia |
| -- | --------------- | ------- | ------- |
| 19 | Julien Allemand | Yamaha  | 23      |
| 98 | Katja Poensgen  | Aprilia | 30      |

## Classe 125

### Arrivati al traguardo
| Pos | Nº | Pilota             | Squadra                     | Motocicletta | Giri | Tempo     | Griglia | Punti |
| --- | -- | ------------------ | --------------------------- | ------------ | ---- | --------- | ------- | ----- |
| 1   | 54 | Manuel Poggiali    | Gilera Racing               | Gilera       | 24   | 43:33.372 | 2       | 25    |
| 2   | 6  | Mirko Giansanti    | Axo Racing                  | Honda        | 24   | +0.218    | 7       | 20    |
| 3   | 24 | Toni Elías         | Telefonica Movistar jnr     | Honda        | 24   | +0.298    | 6       | 16    |
| 4   | 23 | Gino Borsoi        | LAE - UGT 3000              | Aprilia      | 24   | +0.515    | 8       | 13    |
| 5   | 9  | Lucio Cecchinello  | MS Aprilia LCR              | Aprilia      | 24   | +0.969    | 3       | 11    |
| 6   | 21 | Arnaud Vincent     | Team Fomma                  | Honda        | 24   | +7.357    | 10      | 10    |
| 7   | 5  | Noboru Ueda        | FCC-TSR                     | TSR-Honda    | 24   | +7.940    | 5       | 9     |
| 8   | 4  | Masao Azuma        | Liegeois Competition        | Honda        | 24   | +8.464    | 18      | 8     |
| 9   | 39 | Jaroslav Huleš     | Matteoni Racing             | Honda        | 24   | +8.751    | 4       | 7     |
| 10  | 29 | Ángel Nieto Jr     | Viceroy Team                | Honda        | 24   | +11.523   | 9       | 6     |
| 11  | 41 | Yōichi Ui          | L & M Derbi                 | Derbi        | 24   | +11.962   | 1       | 5     |
| 12  | 17 | Steve Jenkner      | LAE - UGT 3000              | Aprilia      | 24   | +12.496   | 19      | 4     |
| 13  | 16 | Simone Sanna       | Safilo Oxydo Race           | Aprilia      | 24   | +12.514   | 13      | 3     |
| 14  | 15 | Alex De Angelis    | Matteoni Racing             | Honda        | 24   | +20.667   | 14      | 2     |
| 15  | 11 | Max Sabbatani      | Bossini Fontana Racing      | Aprilia      | 24   | +35.012   | 12      | 1     |
| 16  | 28 | Gábor Talmácsi     | Racing Service              | Honda        | 24   | +36.143   | 16      |       |
| 17  | 26 | Daniel Pedrosa     | Telefonica Movistar jnr     | Honda        | 24   | +37.580   | 15      |       |
| 18  | 18 | Jakub Smrž         | Budweiser Budvar Hanusch    | Honda        | 24   | +42.565   | 28      |       |
| 19  | 10 | Jarno Müller       | PEV-Spalt-ADAC Sachsen      | Honda        | 24   | +45.597   | 20      |       |
| 20  | 34 | Eric Bataille      | Axo Racing                  | Honda        | 24   | +59.595   | 24      |       |
| 21  | 27 | Marco Petrini      | Racing Service              | Honda        | 24   | +1:16.293 | 27      |       |
| 22  | 63 | Jimmy Petit        | Racing Moto Sport           | Honda        | 24   | +1:22.325 | 29      |       |
| 23  | 20 | Gaspare Caffiero   | Bossini Fontana Racing      | Aprilia      | 24   | +1:35.945 | 25      |       |
| 24  | 62 | Erwan Nigon        | AJP Team                    | Yamaha       | 24   | +1:58.711 | 31      |       |
| 25  | 60 | Xavier Hérouin     | MOB 77                      | Honda        | 23   | +1 giro   | 32      |       |
| 26  | 14 | Phillipp Hafeneger | Liegeois Competition        | Honda        | 23   | +1 giro   | 34      |       |
| 27  | 59 | Julien Enjolras    | Tati Team Beaujolais Racing | Honda        | 23   | +1 giro   | 33      |       |

### Ritirati
| Nº | Pilota           | Squadra                 | Motocicletta | Giri | Griglia |
| -- | ---------------- | ----------------------- | ------------ | ---- | ------- |
| 25 | Joan Olivé       | Telefonica Movistar jnr | Honda        | 20   | 23      |
| 12 | Raúl Jara        | MS Aprilia LCR          | Aprilia      | 18   | 26      |
| 7  | Stefano Perugini | Italjet Racing          | Italjet      | 9    | 11      |
| 61 | Grégory Lefort   | Provence Moto Sport     | Aprilia      | 6    | 30      |

### Non partiti
| Nº | Pilota             | Squadra     | Motocicletta | Griglia |
| -- | ------------------ | ----------- | ------------ | ------- |
| 31 | Ángel Rodríguez    |             | Aprilia      | 17      |
| 22 | Pablo Nieto        | L & M Derbi | Derbi        | 21      |
| 8  | Gianluigi Scalvini |             | Italjet      | 22      |